# عناصر المجموعة الثامنة
| المجموعة | 8      |
| الدورة   |        |
| 4        | 22 Fe  |
| 5        | 40 Ru  |
| 6        | 72 Os  |
| 7        | 104 Hs |

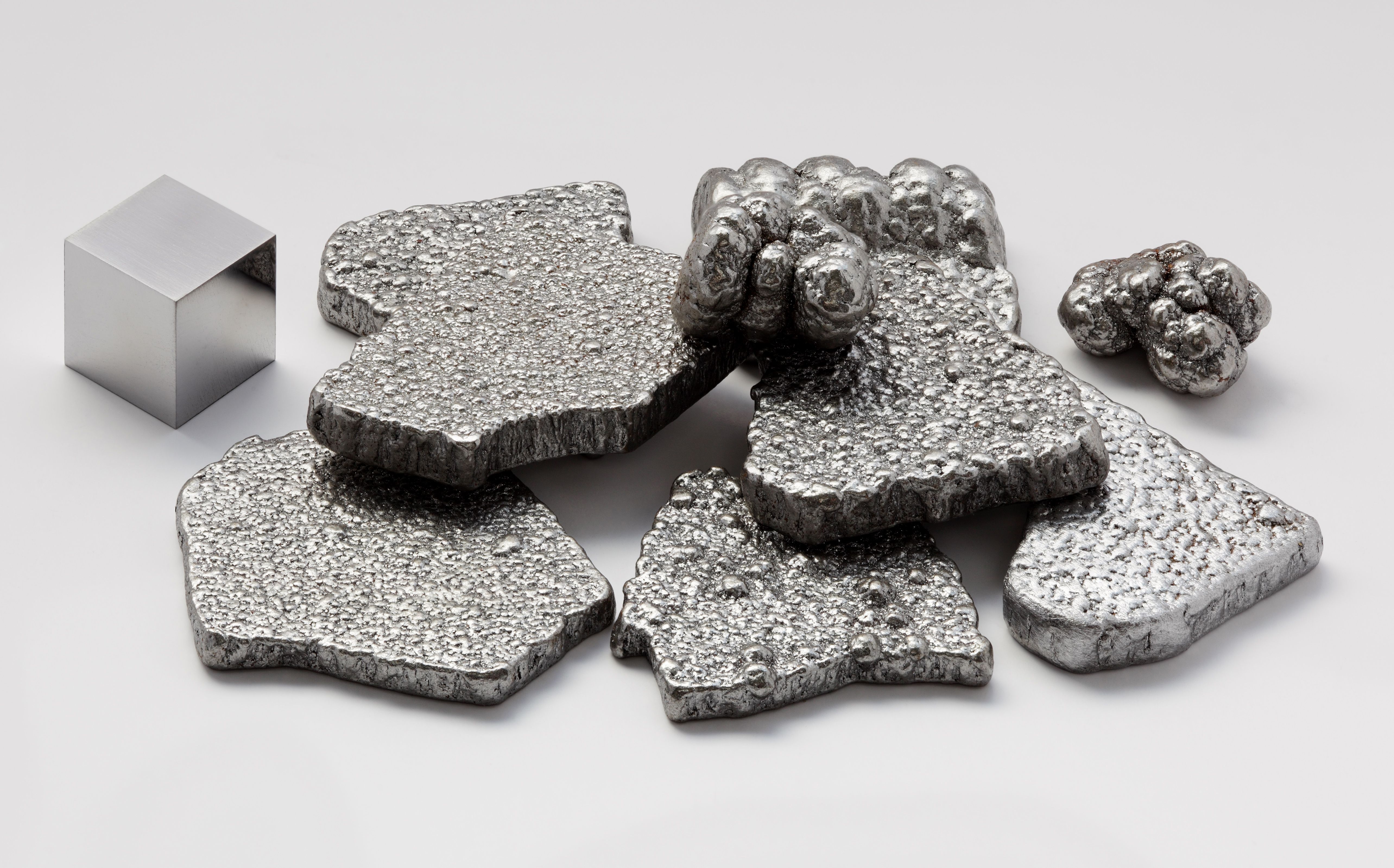

عناصر المجموعة الثامنة هي العناصر الموجودة بالجدول الدوري للعناصر في المجموعة الثامنة (طبقا لشكل الاتحاد الدولي للكيمياء البحتة والتطبيقية) وهي:
- حديد (26)
- روثينيوم (44)
- أوزميوم (76)
- هاسيوم (108)

العناصر السابقة كلها يتم وضعها في المجموعة السابعة نظرا لأنها تحتوى على 4 إلكترونات في غلافها الأخير. الهاسيوم لا يوجد في الطبيعة ولذلك يتم تحضيره في المعامل.
تفسير الألوان للجدول الموجود على اليسار: 
فلزات انتقالية

تفسير ألوان الرقم الذري: في درجة الحرارة العادية; اللون الأحمر يوضح العناصر التي يتم تصنيعها ولا توجد في الطبيعة.